# Habiba Ghribi
Habiba Al-Ghribi-Boudra (arabsko حبيبة الغريبي بودرة), tunizijska atletinja, * 9. april 1984, Kairouan, Tunizija.
Nastopila je na poletnih olimpijskih igrah v letih 2008 in 2012, ko je osvojila naslov olimpijske prvakinje v teku na 3000 m z zaprekami. Na svetovnih prvenstvih je v isti disciplini osvojila naslov prvakinje leta 2011 in podprvakinje leta 2015.